# Corso del Rinascimento
Corso del Rinascimento è una strada del centro di Roma che collega piazza di Sant'Andrea della Valle con piazza delle Cinque Lune, separando i rioni Parione e Sant'Eustachio.

## Storia
La strada fu prevista dal piano regolatore del 1931 per collegare il costruendo rione Prati con Trastevere, rientrando in un più ampio piano di sventramenti (mai realizzato completamente) che sarebbe dovuto arrivare fino a via Giulia e piazza Farnese. La nuova arteria andava ad incastonarsi in un'area particolarmente ricca di storia ed importanza del centro storico di Roma, vista la vicinanza di piazza Navona e la presenza di Palazzo Madama, storico palazzo della famiglia Medici e sede del Senato del Regno dal 1871, e del palazzo della Sapienza.
Il progetto definitivo, che prevedeva la demolizione parziale o totale di numerosi edifici di pregio come Palazzo Cordelli alle Cinque Lune, Palazzo Piccolomini, Palazzo Baldinotti Carpegna e di parte della Chiesa di San Giacomo degli Spagnoli, fu realizzato dall'architetto Arnaldo Foschini con la collaborazione, tra gli altri, dell'ingegnere Salvatore Rebecchini, e prevedeva la realizzazione di uno stradone rettilineo tra corso Vittorio Emanuele II e piazza delle Cinque Lune, andando a sostituire il sinuoso sentiero costituito da via del Pino, via del Pinnacolo e via della Sapienza.
Il 3 aprile 1936 fu firmata la convenzione tra il governatorato di Roma e l'Istituto nazionale delle assicurazioni (INA) ed il cantiere fu inaugurato da Benito Mussolini il 21 aprile 1936 in occasione del Natale di Roma; la realizzazione della strada prevedeva anche la costruzione di un palazzo dell'INA presso lo sbocco di corso del Rinascimento su piazza di Sant'Andrea della Valle, dove fu poi spostata nel 1957 la fontana di piazza Scossacavalli (precedentemente sita nella demolita Spina di Borgo). Successivamente nel mese di dicembre dello stesso anno fu approvata una variante al piano regolatore che prevedeva la ricostruzione del Palazzo Carpegna tra palazzo Madama e palazzo della Sapienza. Il 21 aprile 1938 fu inaugurata la nuova strada insieme a viale delle Terme di Caracalla.
La sua realizzazione non fu mai particolarmente apprezzata dai romani, come testimoniò una pasquinata (attribuita al poeta romano Trilussa) apparsa poco dopo l'inaugurazione che recitava: "Se questo è il Corso del Rinascimento, ogni aborto sarebbe un lieto evento".

## Edifici e monumenti
Lungo la strada i monumenti di maggiore importanza sono Palazzo Madama e l'adiacente Palazzo Baldinotti Carpegna (sedi del Senato della Repubblica) oltre che il Palazzo della Sapienza, storica sede dell'Università degli Studi di Roma "La Sapienza" poi sede dell'Archivio di Stato di Roma e che comprende al suo interno la celebre chiesa di Sant'Ivo alla Sapienza. Su corso del Rinascimento si affaccia inoltre il Santuario di Nostra Signora del Sacro Cuore, il cui prospetto posteriore è su piazza Navona, e il Palazzo della Società dei Santi Dodici Apostoli (progettato da Giuseppe Vasi).
Lungo la strada sono presenti inoltre tre targhe in memoria di Cesare Fracassini, Cipriano Facchinetti (che visse i suoi ultimi anni al civico 36) e Raffaele Persichetti.